# Центральний (бахш, шагрестан Решт)
Центральний (перс. مرکزی) — бахш в Ірані, в шагрестані Решт остану Ґілян. За даними перепису 2006 року, його населення становило 624507 осіб, які проживали у складі 180185 сімей.

## Дегестани
До складу бахша входять такі дегестани:
- Лякан
- Пасіхан
- Пір-Базар
- Ховме